# ニヤ遺跡

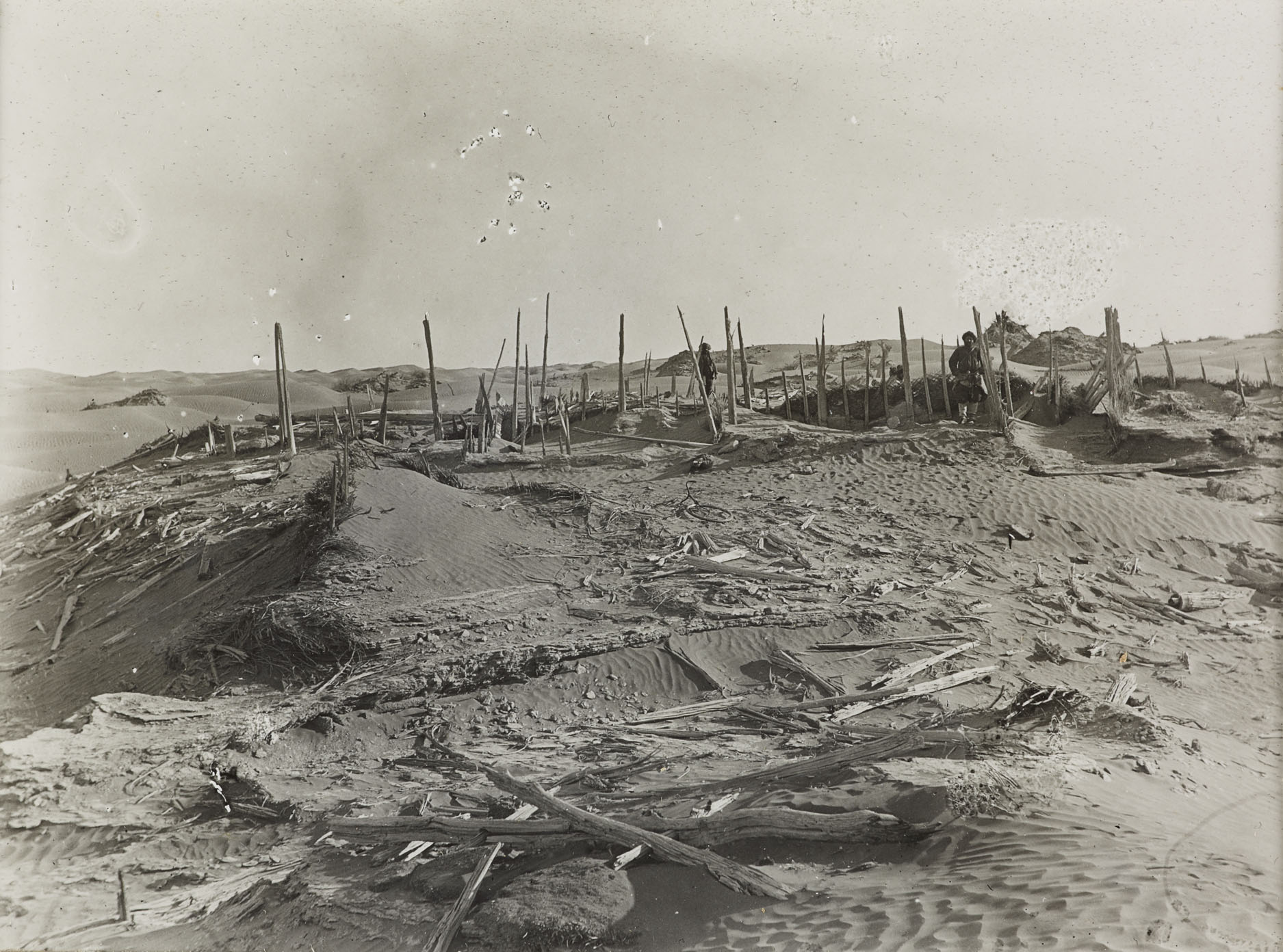
ニヤ遺跡　スタイン撮影

ニヤ遺跡（ニヤいせき、尼雅遺跡、拼音: Níyǎ Yízhǐ）は、中国新疆ウイグル自治区ニヤ県の都市遺跡。紀元前1世紀～紀元4世紀に栄えた精絶国（チャドータ）の遺跡と考えられている。現在は廃墟である。
ニヤ河の下流で、タクラマカン砂漠の南端にあり、ニヤ県ニヤ鎮の北約125kmに位置する。
3世紀ごろには楼蘭王国の統治下となった。

## 発掘調査
1901年にオーレル・スタインによって発見され、4回にわたって調査された。
その後もアメリカのエルズワース・ハンティントンや日本の橘瑞超らによって、中華人民共和国建国の後も1989年以降の小島康誉らの日中合同調査隊によって発掘調査が行われ、重要な成果を挙げた。
これら学術的調査とは別に、NHK特集 シルクロードの第六回においてもこの遺跡が取り上げられており、1980年頃の遺跡の状態がごく一部ながら映像に収められている。